# Sportclub Enschede in het seizoen 1955/56
Het seizoen 1955/1956 was het tweede jaar in het bestaan van de Enschedese betaaldvoetbalclub Sportclub Enschede. De club kwam uit in de Hoofdklasse B en eindigde daarin op de derde plaats, dit betekende dat de club in het nieuwe seizoen uitkwam in de Eredivisie.

## Wedstrijdstatistieken

### Hoofdklasse B
|       | Alkmaar '54 | BVV   | D.F.C. | EDO   | Elinkwijk | Emma  | Feijenoord | De Graafschap | GVAV  | MVV   | PSV   | Rapid JC | SHS   | Sittardia | SVV   | De Volewijckers | Willem II |
| ----- | ----------- | ----- | ------ | ----- | --------- | ----- | ---------- | ------------- | ----- | ----- | ----- | -------- | ----- | --------- | ----- | --------------- | --------- |
| Thuis | 2 – 2       | 2 – 4 | 1 – 1  | 2 – 1 | 4 – 0     | 3 – 4 | 4 – 3      | 4 – 0         | 0 – 1 | 3 – 1 | 4 – 3 | 1 – 6    | 2 – 2 | 6 – 1     | 2 – 1 | 1 – 1           | 2 – 1     |
| Uit   | 0 – 1       | 0 – 2 | 1 – 7  | 0 – 3 | 0 – 0     | 1 – 2 | 4 – 3      | 0 – 2         | 3 – 1 | 1 – 2 | 1 – 5 | 3 – 3    | 1 – 3 | 1 – 2     | 2 – 3 | 1 – 6           | 5 – 3     |

### Beslissingswedstrijd om de 2e plaats
| Beslissingswedstrijd                                                                            | Rapid JC                                                               | 4 – 3 (1 – 0) | Sportclub Enschede                         |
| 17 juni 1956 Plaats: Alkmaar Alkmaarderhout Toeschouwers: 13.000 Scheidsrechter: Jan Bronkhorst | Huub Janssen 41' Hub Bisschops 58' Wiel Coerver 63' (pen.), 70' (pen.) |               | 67', 71' Abe Lenstra 82' Gerrit Moddejonge |

## Statistieken Sportclub Enschede 1955/1956

### Eindstand Sportclub Enschede in de Nederlandse Hoofdklasse B 1955 / 1956
| Stand | Gespeeld | Gewonnen | Gelijk | Verloren | Punten | Doelpunten voor | Doelpunten tegen |
| ----- | -------- | -------- | ------ | -------- | ------ | --------------- | ---------------- |
| 3e    | 34       | 21       | 6      | 7        | 48     | 91              | 56               |

### Topscorers
| #      | Naam              | Goal |
| ------ | ----------------- | ---- |
| 1.     | Abe Lenstra       | 25   |
| 2.     | Hennie Oonk       | 24   |
| 3.     | Gerrit Voges      | 17   |
| 4.     | Arend van der Wel | 12   |
| 5.     | Joop Janssen      | 6    |
| 6.     | Wim Feldmann      | 2    |
| 6.     | Joop Odenthal     | 2    |
| 8.     | Arnold Bosch      | 1    |
| 8.     | Hans Fransen      | 1    |
| 8.     | Gerrit Moddejonge | 1    |
| Totaal | Totaal            | 91   |

| #      | Naam              | Goal |
| ------ | ----------------- | ---- |
| 1.     | Abe Lenstra       | 2    |
| 2.     | Gerrit Moddejonge | 1    |
| Totaal | Totaal            | 3    |